# Deming-Gletscher
Der Deming-Gletscher ist ein Gletscher im Norden des ostantarktischen Viktorialands. Er fließt in den Admiralitätsbergen entlang der Nordflanke des Novasio Ridge zum Man-o-War-Gletscher.
Der United States Geological Survey kartierte ihn anhand eigener Vermessungen und Luftaufnahmen der United States Navy aus den Jahren von 1960 bis 1963. Das Advisory Committee on Antarctic Names benannte ihn 1970 nach Ralph A. Deming, Flugzeugelektroniker der Flugstaffel VX-6 auf der McMurdo-Station im Jahr 1967.